# Commune de Sauga
La Commune de Sauga (en estonien : Sauga vald) est une municipalité rurale d'Estonie située dans le Comté de Pärnu. Elle s'étend sur 164,8 km2

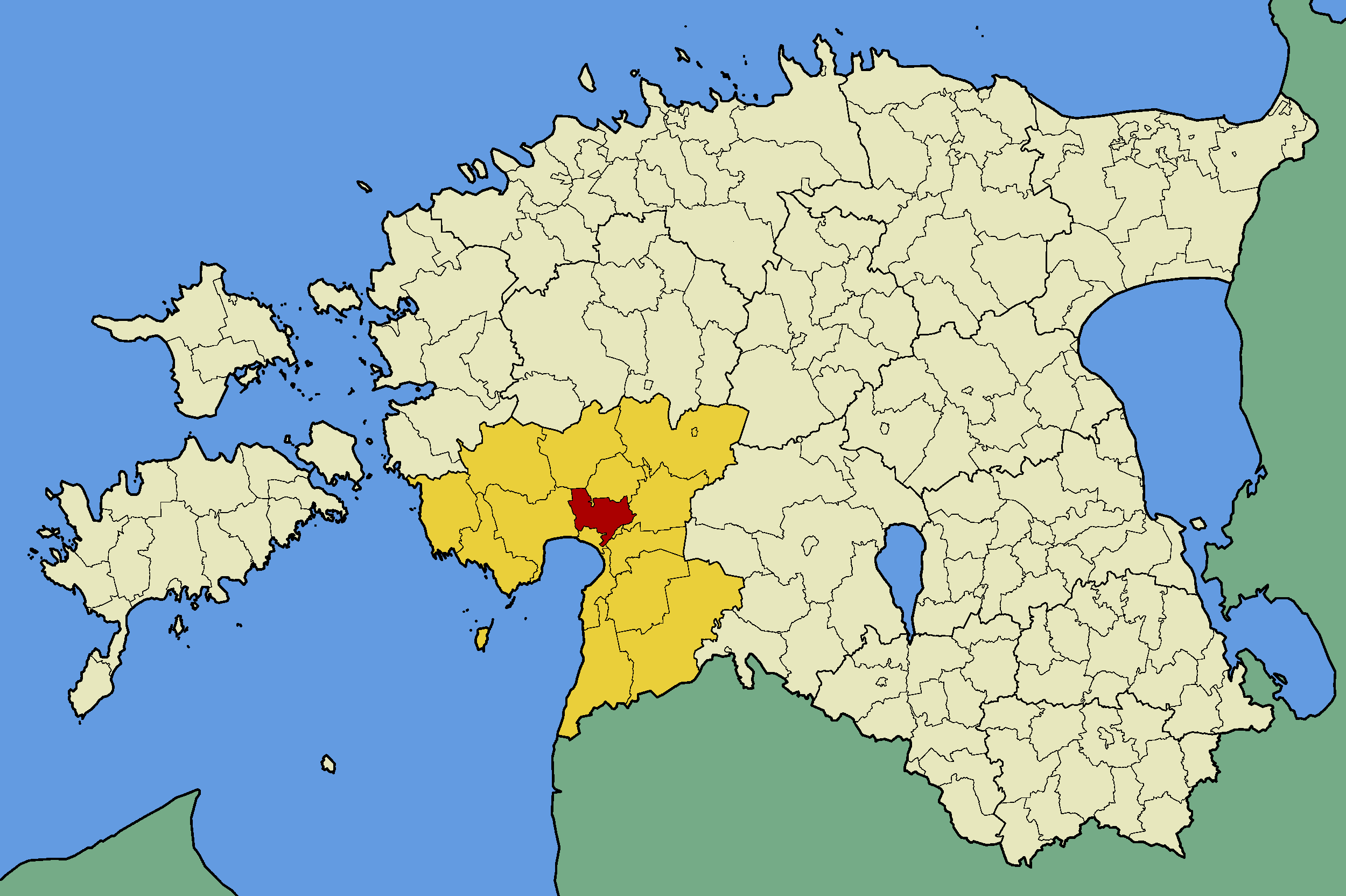
Commune de Sauga (en rouge) dans le Comté de Pärnu (en jaune).

et a 4 405 habitants au 1er janvier 2012.

## Municipalité
La municipalité regroupe un bourg et 10 villages:

### Bourg
Sauga

### Villages
Eametsa, Kiisa, Kilksama, Nurme, Pulli, Räägu, Rütavere, Tammiste, Urge et Vainu.